# Holloee Poloy
Holloee Poloy – polska grupa wykonująca muzykę z pogranicza pop rocka, funky i jazzu. Formacja działała w latach 1988-1990, a w jej skład wchodzili gitarzysta Paweł Derentowicz, basista Piotr Siegel, perkusista Krzysztof Poliński, klawiszowcy Romuald Kunikowski i Marcin Grzelak oraz wokalistka Edyta Bartosiewicz. Jedyny album zespołu zatytułowany The Big Beat ukazał się w 1990 roku nakładem wytwórni muzycznej Polskie Nagrania „Muza”.

## Dyskografia
- The Big Beat (1990, Polskie Nagrania Muza)[1]